# Caíssa (mitologia)

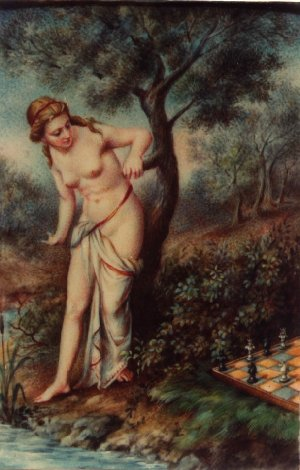
A Caïssa de William Jones.

Caíssa é musa inspiradora do enxadrismo, descrita pela primeira vez pelo enxadrista italiano Marco Girolamo Vida ou Marco Hieronymus Vida (1485-1566), no poema Scacchia Ludus. No século XVIII, Sir William Jones escreveu o poema Caíssa; a ninfa grega que habitaria rios, montes e prados.